# Graphiurus surdus
Graphiurus surdus es una especie de roedor de la familia Gliridae.

## Distribución geográfica
Se encuentra en Camerún, República Democrática del Congo, Guinea Ecuatorial y Gabón. 

## Hábitat
Su hábitat natural son: clima subtropical o tropical, húmedo de tierras de baja altitud, bosques. 